# كريستيان تفيت
كريستيان تفيت (بالنرويجية البوكمول: Christian Tveit)‏ هو لاعب كرة قدم نرويجي في مركز الهجوم، ولد في 10 يناير 1992. لعب مع نادي ستارت.

## وصلات خارجية
- كريستيان تفيت على موقع اتحاد النرويج (النرويجية)
- كريستيان تفيت على موقع قاعدة بيانات كرة القدم.إي يو (الإنجليزية)